# Saint Lucia-i labdarúgó-szövetség
A Saint Lucia-i labdarúgó-szövetség (angolul: Saint Lucia Football Association) Saint Lucia nemzeti labdarúgó-szövetsége. 1924-ben alapították. A szövetség szervezi a Saint Lucia-i labdarúgó-bajnokságot, működteti a Saint Lucia-i labdarúgó-válogatottat. Székhelye: Castriesban található.